# Bering Air

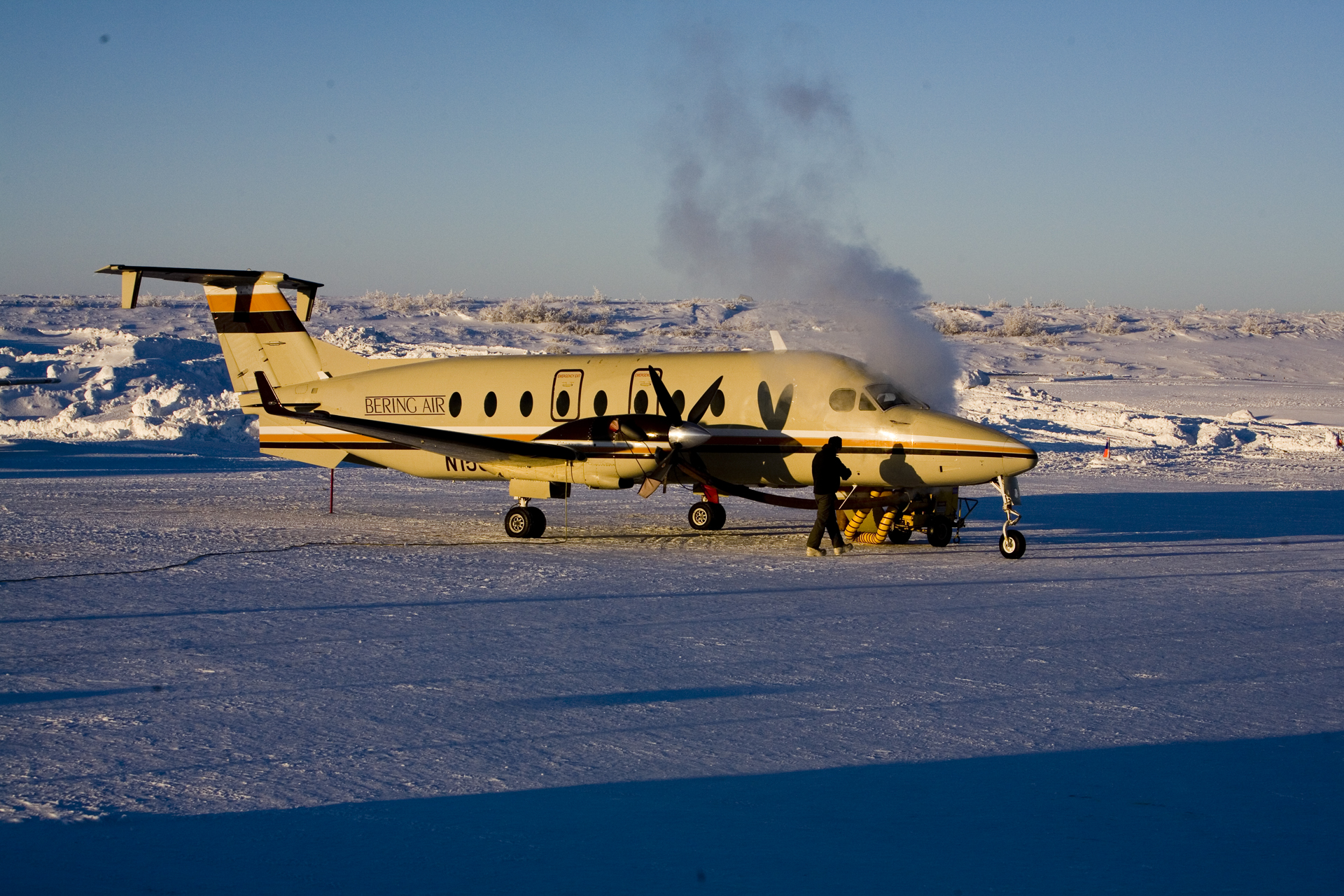
Beechcraft 1900D авиакомпании Bering Air в Аэропорту Ном

Bering Air — региональная авиакомпания Соединённых Штатов Америки со штаб-квартирой в городе Ном, штат Аляска, выполняющая регулярные и чартерные внутренние пассажирские перевозки, предоставляющая услуги по вертолётному транспортному обеспечению и обеспечению работы служб мобильной скорой медицинской помощи (санитарная авиация).
Базовым аэропортом и главным транзитным узлом (хабом) авиакомпании является Аэропорт Ном, в качестве дополнительных хабов используются Аэропорт имени Ральфа Вайена и Аэропорт Уналаклит.

## История
Авиакомпания Bering Air, названная в честь российского мореплавателя В.И. Беринга была основана в сентябре 1979 года и начала операционную деятельность 3 октября того же года. Компания была образована частными инвесторами Джеймсом Роу и Кристин Роу и в настоящее время находится в их частной собственности.
В марте 2007 года в штате авиакомпании работало 95 сотрудников.

## Флот
По состоянию на декабрь 2009 года воздушный флот авиакомпании Bering Air составляли следующие самолёты:
- 2 Beechcraft 1900D,
- 2 Beechcraft King Air,
- 6 Piper Navajo,
- 6 Cessna Grand Caravan,
- 1 CASA C-212 Aviocar грузовой,
- 2 Cessna 207
- 2 Robinson R-44 — вертолёты.

## Маршрутная сеть
Авиакомпания осуществляет пассажирские и грузовые перевозки из аэропортов Ном, Коцебу и Уналаклита в пункты назначения США, Канады и Российской Федерации.

### Внутренние рейсы
Bering Air обслуживает 32 аэропорта в западной части штата Аляска, используя транзитные узлы в аэропортах Ном, Коцебу и Уналаклит:

1. Амблер (ABL) — Аэропорт Эмблер
2. Бревиг-Мишн (KTS) — Аэропорт Бревиг-Мишн
3. Бакленд (BKC) — Аэропорт Бакленд
4. Кейп-Лисберн (LUR) — Аэропорт Кейп-Лисберн LRRS
5. Каунсил (CIL) — Аэропорт Каунсил
6. Диринг (DRG) — Аэропорт Диринг
7. Элим (ELI) — Аэропорт Элим
8. Гамбелл (GAM) — Аэропорт Гамбелл
9. Головин (GLV) — Аэропорт Головин
10. Кайана (IAN) — Аэропорт имени Боба Бейкера
11. Кивалина (KVL) — Аэропорт Кивалина
12. Кобук (OBU) — Аэропорт Кобук
13. Коцебу (OTZ) — Аэропорт имени Ральфа Вайена
14. Коюк (KKA) — Аэропорт Койук имени Альфреда Адамса
15. Литтл-Дайомид (DIO) — Аэропорт Дайомид-Айленд (только в зимнее время на снежное покрытие)
16. Ноатак (WTK) — Аэропорт Ноатак
17. Ном (OME) — Аэропорт Ном
18. Нурвик (ORV) — Аэропорт имени Роберта Кёртиса
19. Пойнт-Хоп (PHO) — Аэропорт Пойнт-Хоп
20. Порт-Кларенс (KPC) — База береговой охраны Порт-Кларенс
21. Сент-Майкл (SMK) — Аэропорт Сент-Майкл
22. Савунга (SVA) — Аэропорт Савунга
23. Селавик (WLK) — Аэропорт Селавик
24. Шактулик (SKK) — Аэропорт Шактулик
25. Шишмарёв (SHH) — Аэропорт Шишмарёв
26. Шангнак (SHG) — Аэропорт Шангнак
27. Стеббинс (WBB) — Аэропорт Стеббинс
28. Теллер (TLA) — Аэропорт Теллер
29. Тин-Сити (TNC) — Аэропорт Тин-Сити LRRS
30. Уналаклит (UNK) — Аэропорт Уналаклит
31. Уэльс (WAA) — Аэропорт Уэльс
32. Уайт-Маунтин (WMO) — Аэропорт Уайт-Маунтин

### Международные рейсы
Авиакомпания Bering Air выполняет чартерные рейсы из аэропорта Ном и Международного аэропорта Анкоридж имени Теда Стивенса в Анадырь и Провидения на Дальнем Востоке России.